# Hinxton
Hinxton är en by och civil parish i South Cambridgeshire, i Cambridgeshire i England. Folkmängden uppgick till 334 invånare 2011. Den har en kyrka.